# POWER OF DREAMS
『POWER OF DREAMS』（パワー・オブ・ドリームス）は、日本の女性歌手、大黒摩季の6作目のオリジナル・アルバム。1997年8月6日にB-Gram RECORDSから発売された。

## 概要
大黒のオリジナルアルバムとしては異例に多い5枚のヒットシングルを含む。オリコン週間アルバムチャート4週連続1位、発売後2週でミリオンを達成。初動は80万枚を超え、大黒のオリジナルアルバムでは初動最高記録であり、累積売上も175万を超え過去最高を記録している。
大黒はこのアルバム発売直前の1997年8月1日放送の「ミュージックステーション」に初出演を果たした。放送当日に開催された初の公式ライブ「LIVE NATURE ＃0 〜Nice to meet you!〜」の会場であったレインボースクエア有明から生中継の形で出演。番組の終盤に登場し、司会のタモリともトークを行い、数々の都市伝説を一蹴した。「あなただけ見つめてる」で始まり、「熱くなれ」「夏が来る」「ら・ら・ら」のメドレーを披露した。以後この初出演映像は、大黒摩季のミュージックステーションでの出演を取り上げる際に必ず使用されている。
ジャケットは大黒の顔の上半分のアップ写真となっている。しかし、ブックレットではこれまでと同じように視線を外した写真やピントの合っていない写真がほとんどであり、顔を確認することは難しい。
1999年にポリグラム傘下のCinepoly　RECORDSより、本作と『BACK BEATs #1』と『MOTHER_EARTH』の3作が香港・台湾・シンガポール・マレーシアの４ヵ国でCDとカセットテープでリリースされた。(規格品番：(CD)JBCJHK-1014・(CT)JBTJHK-1014)
2021年12月1日に、配信限定で2020年版リマスタリング・バージョンが配信された。

## 収録曲
| 全作詞・作曲: 大黒摩季（M-1のみ、作曲: 葉山たけし）、全編曲: 葉山たけし（M-9のみ寺島良一）。 |                                |                                        |                                        |      |
| #                                                                                            | タイトル                       | 作詞                                   | 作曲・編曲                             | 時間 |
| 1.                                                                                           | 「Mistral」                    | 大黒摩季（M-1のみ、作曲: 葉山たけし ） | 大黒摩季（M-1のみ、作曲: 葉山たけし ） | 0:31 |
| 2.                                                                                           | 「アンバランス」               | 大黒摩季（M-1のみ、作曲: 葉山たけし ） | 大黒摩季（M-1のみ、作曲: 葉山たけし ） | 5:11 |
| 3.                                                                                           | 「熱くなれ 〜album version〜」 | 大黒摩季（M-1のみ、作曲: 葉山たけし ） | 大黒摩季（M-1のみ、作曲: 葉山たけし ） | 4:21 |
| 4.                                                                                           | 「あぁ」                       | 大黒摩季（M-1のみ、作曲: 葉山たけし ） | 大黒摩季（M-1のみ、作曲: 葉山たけし ） | 4:31 |
| 5.                                                                                           | 「Power Of Dream」             | 大黒摩季（M-1のみ、作曲: 葉山たけし ） | 大黒摩季（M-1のみ、作曲: 葉山たけし ） | 4:41 |
| 6.                                                                                           | 「愛してたんだ」               | 大黒摩季（M-1のみ、作曲: 葉山たけし ） | 大黒摩季（M-1のみ、作曲: 葉山たけし ） | 5:16 |
| 7.                                                                                           | 「空」                         | 大黒摩季（M-1のみ、作曲: 葉山たけし ） | 大黒摩季（M-1のみ、作曲: 葉山たけし ） | 4:45 |
| 8.                                                                                           | 「Afternoon Café」             | 大黒摩季（M-1のみ、作曲: 葉山たけし ） | 大黒摩季（M-1のみ、作曲: 葉山たけし ） | 5:35 |
| 9.                                                                                           | 「Sunshine」                   | 大黒摩季（M-1のみ、作曲: 葉山たけし ） | 大黒摩季（M-1のみ、作曲: 葉山たけし ） | 2:15 |
| 10.                                                                                          | 「ゲンキダシテ」               | 大黒摩季（M-1のみ、作曲: 葉山たけし ） | 大黒摩季（M-1のみ、作曲: 葉山たけし ） | 4:59 |
| 11.                                                                                          | 「OH-MENI-MITE-YO!!」          | 大黒摩季（M-1のみ、作曲: 葉山たけし ） | 大黒摩季（M-1のみ、作曲: 葉山たけし ） | 4:47 |
| 12.                                                                                          | 「イジワル」                   | 大黒摩季（M-1のみ、作曲: 葉山たけし ） | 大黒摩季（M-1のみ、作曲: 葉山たけし ） | 3:53 |
| 13.                                                                                          | 「シ・テ・シ・テ♠♦♣♥」         | 大黒摩季（M-1のみ、作曲: 葉山たけし ） | 大黒摩季（M-1のみ、作曲: 葉山たけし ） | 4:18 |
| 14.                                                                                          | 「風になれ」                   | 大黒摩季（M-1のみ、作曲: 葉山たけし ） | 大黒摩季（M-1のみ、作曲: 葉山たけし ） | 5:55 |
| 合計時間:                                                                                    | 合計時間:                      | 60:58                                  |                                        |      |

## 曲解説
1. Mistral
インストゥルメンタル。テレビ朝日系「ANNニュース」オープニング曲（1996年、アレンジヴァージョン）。
2. アンバランス
15thシングル表題曲。『Xファイル』テレビ朝日版・2ndシーズン主題歌。シングルと同一ミックスで収録。
3. 熱くなれ 〜album version〜
14thシングル表題曲の別バージョン。シングルミックスにはなかったイントロが追加され、大黒や女性コーラスの音源をサンプリングした上でリフレインさせるなどリミックス風になっている。ドラムパートなどの楽器パートも高音域を強め、シンセやサックス音も随所に追加されている。
4. あぁ
13thシングル表題曲。テレビ朝日系ドラマ『味いちもんめ2』主題歌。シングルと同一ミックスで収録。
5. Power Of Dream
アルバム表題曲で、夢を持ち続ける事の大切さを歌った曲。アルバム発売時のビデオクリップには、初ライブ時の映像のダイジェストがスローモーションで使用された。
6. 愛してたんだ
スローバラード曲。当初、シングル「アンバランス」のカップリング曲として発表される予定であったが、諸般の事情により見送られ、本作への収録で初CD化となった。
7. 空
17thシングル表題曲。フジテレビ系アニメ『中華一番!』1代目オープニングテーマ。
8. Afternoon Café
ボサノバ調の曲になっている。ビデオクリップが製作され、海外のライブハウスで椅子に座りながら曲のサビを歌う様子が「NO.」などで放送された。
9. Sunshine
ほぼ全編アカペラとコーラスで製作された。ビデオクリップが製作され、外の太陽光のもとでラフな格好で机の椅子に座りながら歌う様子が収録された。
10. ゲンキダシテ
16thシングル表題曲。アサヒ飲料「MITSUYA CIDER」CMソング。
11. OH-MENI-MITE-YO!!
ビデオクリップでは、海外の楽器店でパーカッションなどを見たりしている様子が収録されている。
12. イジワル
こちらもほぼ全編アカペラで製作された。
13. 「シ・テ・シ・テ♠♦♣♥」
♠♦♣♥のマークは「完全犯罪」と読む。
14. 風になれ
「ゆうあいピック北海道大会」テーマソング及び安田生命（現：明治安田生命）「ヴァイタル・パッケージ」CMイメージソングとして製作され、今作でアルバム初収録となった。発売当時の「No.」では、上空からのビルを空撮で捉えた映像と大黒の静止画のみのPVだったが、2016年発売の「Greatest Hits 1991-2016 〜All Singles +〜」の初回限定盤DVDに、当時お蔵入りとなっており完全初公開となる「風になれ」の歌唱PVが収録された。

## 参加ミュージシャン
- 葉山たけし - ギター、シンセサイザー、プログラミング (全曲), ベース (#7), コーラス (#2,4,5,6,7,11,13,14)
- 山木秀夫 - ドラム (#10)
- 青山純 - ドラム (#14)
- 渡辺直樹 - ベース (#2,4,8,10,13,14)
- 小野塚晃 (DIMENSION) - ピアノ、ローズ・ピアノ (#7,13), オルガン、シンセサイザー (#8,13)
- 佐山雅弘 - ピアノ、ローズ・ピアノ (#11)
- 中西康晴 - ピアノ、ローズ・ピアノ (#12,14)
- 谷康一 - バンジョー (#7)
- 佐々木史郎 - トランペット、フリューゲルホルン (#2,3,5,10,11,13)
- 小林太 - トランペット、フリューゲルホルン (#2,5,10,11,13)
- 木幡光邦 - トランペット、フリューゲルホルン (#3)
- 数原晋 - トランペット、フリューゲルホルン (#8,11[solo])
- 中路英明 - トロンボーン (#2,3,10,11)
- 河合伸哉 - トロンボーン (#5,13)
- 勝田一樹 (DIMENSION) - サックス (#2,5,10,11,13/#3,5,7[solo])
- 竹上良成 - サックス (#3)
- 生沢佑一 (TWINZER) - コーラス (#2,3,14)
- 坪倉唯子 - コーラス (#3,10)
- 川島だりあ (FEEL SO BAD) - コーラス (#4)
- SHINKOKAI GANGS - コーラス (#4,7,11,13,14)
- 山根麻以 - コーラス (#10)
- 中山みさ - コーラス (#10)
- 寺島良一 - コーラス (#13)
- 大黒摩季 - コーラス (全曲、#6を除く）

## メディアでの使用
- Mistral

テレビ朝日「ANNニュース」テーマ曲
- Power Of Dream

トヨタプリンセスカップ'97大会イメージソング
テレビ朝日系環首都圏5局ネット「必見!おもしろ東京進路カタログ」テーマ
- 風になれ

ゆうあいピック北海道大会 テーマソング
安田生命（現：明治安田生命）「ヴァイタル・パッケージ」CMイメージソング